# ۲۰۶ (پیش از میلاد)
۲۰۶ (پیش از میلاد) ۲۰۶مین سال قبل از تقویم میلادی است.